# 대한민국 금융위원회
금융위원회(金融委員會)는 금융정책, 외국환업무 취급기관의 건전성 감독 및 금융감독에 관한 업무를 관장하는 대한민국의 중앙행정기관이다. 위원장은 장관급 정무직공무원으로, 부위원장은 차관급 정무직공무원으로, 사무처장은 고위공무원단 가등급에 속하는 일반직공무원으로 보한다.

## 소관 사무
- 금융에 관한 정책 및 제도에 관한 사항
- 금융기관 감독 및 검사·제재(制裁)에 관한 사항
- 금융기관의 설립, 합병, 전환, 영업의 양수·양도 및 경영 등의 인가·허가에 관한 사항
- 자본시장의 관리·감독 및 감시 등에 관한 사항
- 금융소비자의 보호와 배상 등 피해구제에 관한 사항
- 금융중심지의 조성 및 발전에 관한 사항
- 위의 사항에 관련된 법령 및 규정의 제정·개정 및 폐지에 관한 사항
- 금융 및 외국환업무 취급기관의 건전성 감독에 관한 양자 간 협상, 다자 간 협상 및 국제협력에 관한 사항
- 외국환업무 취급기관의 건전성 감독에 관한 사항
- 「금융위원회의 설치 등에 관한 법률」 외의 다른 법령에서 금융위원회의 소관으로 규정한 사항

## 연혁
- 1998년 4월 1일: 국무총리 소속으로 금융감독위원회 설치.[4]
- 2008년 2월 29일: 재정경제부로부터 금융 및 외국환업무취급기관의 건전성 감독에 관한 사무를 이관받아 금융위원회로 개편.[5]
- 2017년 7월 26일: 기술보증기금 관리에 관한 사무를 중소벤처기업부에 이관.[6]

## 조직
위원장 1명, 부위원장 1명을 포함한 9명의 위원으로 구성한다. 7명의 위원 중 4명은 기획재정부 차관, 금융감독원장, 예금보험공사 사장, 한국은행 부총재가 당연직으로 겸임하며 나머지 3명은 금융위원회 위원장이 추천하는 금융 전문가 2명과 대한상공회의소 회장이 추천하는 경재계 대표 1명으로 한다. 위원은 대통령이 임명하되 위원장과 부위원장은 각각 국무총리와 위원장의 제청을 거친다. 위원의 임기는 3년이며 한 차례 연임이 가능하다.
회의는 위원장이 단독으로, 또는 위원 3명 이상이 요구할 때 위원장이 소집하며 의결은 재적위원 과반수의 출석과 출석위원 과반수의 찬성으로 한다. 사무를 처리하기 위해 사무처를 둔다.
| 국                     | 정책관실             | 담당관실·과                                                                |
| 위원장 산하 하부조직   | 위원장 산하 하부조직 | 위원장 산하 하부조직                                                       |
| ---------------------- | -------------------- | -------------------------------------------------------------------------- |
| 대변인실               |                      |                                                                            |
| 사무처장 산하 하부조직 |                      |                                                                            |
| 기획조정관실           | 기획조정관실         | 혁신기획재정담당관실ㆍ규제개혁법무담당관실ㆍ감사담당관실ㆍ금융공공데이터팀 |
|                        |                      | 행정인사과                                                                 |
| 금융소비자국           | 금융소비자국         | 금융소비자정책과ㆍ서민금융과ㆍ가계금융과ㆍ청년정책과                       |
| 자본시장국             | 자본시장국           | 자본시장과ㆍ자산운용과ㆍ공정시장과ㆍ자본시장조사총괄과ㆍ자본시장조사과     |
| 금융정책국             | 금융정책국           | 금융정책과ㆍ금융시장분석과ㆍ산업금융과ㆍ글로벌금융과                       |
|                        | 구조개선정책관실     | 구조개선정책과ㆍ기업구조개선과                                             |
| 금융산업국             | 금융산업국           | 은행과ㆍ보험과ㆍ중소금융과                                                 |
|                        | 금융혁신기획단       | 전자금융과ㆍ금융혁신과ㆍ금융데이터정책과                                   |

### 소속기관
- 금융정보분석원

### 소속 위원회

#### 행정위원회
| 위원회명       | 주관부처   | 설치근거                              | 비고 |
| -------------- | ---------- | ------------------------------------- | ---- |
| 증권선물위원회 | 금융위원회 | 금융위원회의설치등에 관한 법률 제19조 |      |

#### 자문위원회
| 위원회명                     | 주관부처       | 설치근거                                   | 비고 |
| ---------------------------- | -------------- | ------------------------------------------ | ---- |
| 공인회계사시험위원회         | 금융통화위원회 | 공인회계사법시행령 제6조                   |      |
| 공인회계사자격제도심의위원회 | 금융위원회     | 공인회계사법 제6조의2                      |      |
| 공인회계사징계위원회         | 금융위원회     | 공인회계사법 제48조                        |      |
| 공적자금관리위원회           | 금융위원회     | 공적자금관리특별법 제3조                   |      |
| 공적자금상환기금운용심의회   | 금융위원회     | 공적자금상환기금법 제10조                  |      |
| 금융중심지추진위원회         | 금융위원회     | 금융중심지의 조성과 발전에 관한 법률 제6조 |      |
| 보험조사협의회               | 금융위원회     | 보험업법 제163조                           |      |
| 시장효율화위원회             | 금융위원회     | 자본시장과금융투자업에 관한 법률 제414조   |      |

## 정원
금융위원회에 두는 공무원의 정원은 다음과 같다.
| 총계      | 총계              | 251명 |
| --------- | ----------------- | ----- |
| 정무직 계 | 정무직 계         | 2명   |
|           | 위원장            | 1명   |
|           | 부위원장          | 1명   |
|           |                   |       |
| 별정직 계 | 별정직 계         | 1명   |
|           | 6급 상당 이하     | 1명   |
|           |                   |       |
| 일반직 계 | 일반직 계         | 248명 |
|           | 고위공무원단      | 12명  |
|           | 3급 이하 5급 이상 | 149명 |
|           | 6급 이하          | 74명  |
|           | 전문직공무원      | 12명  |
|           | 전문경력관        | 1명   |

## 재정
총수입·총지출 기준 2023년 재정 규모는 다음과 같다.
| 구분             | 세입예산             | 작년 대비 증감 |
| ---------------- | -------------------- | -------------- |
| 일반회계         | 723억 2500만 원      | -74.33%        |
| 공적자금상환기금 | 2조 6183억 5100만 원 | +7.82%         |
|                  |                      |                |
| 합계             | 2조 6906억 7600만 원 | -0.72%         |

| 구분             | 구분      | 세출예산             | 작년 대비 증감 |
| ---------------- | --------- | -------------------- | -------------- |
| 일반회계         | 재정·금융 | 1조 6036억 1900만 원 | +100.45%       |
| 공적자금상환기금 | 재정·금융 | 8000만 원            | -54.29%        |
|                  |           |                      |                |
| 합계             | 합계      | 1조 6036억 9900만 원 | +100.42%       |

## 같이 보기
- 금융위원회 위원장
- 금융위원회 부위원장
- 금융위원회 상임위원
- 기획재정부
- 한국은행
- 금융감독원
- 모피아
- 금융결제원
- 금융보안원

### 내용주
1. 1 2  개방형 직위.
2. ↑  2025년 7월 31일까지 존속하는 한시조직.
3. ↑  2023년 10월 15일까지 존속하는 한시조직.
4. ↑  2024년 6월 30일까지 존속하는 한시조직.
5. ↑  한시정원 1명 포함.
6. ↑  한시정원 15명 포함
7. ↑  한시정원 3명 포함.

### 참조주
1. 1 2  「금융위원회와 그 소속기관 직제」 별표 1 및 별표 4제1호·제2호 및 별표 5제1호
2. 1 2  기획재정부. “열린재정 > 재정연구분석 > 재정분석통계 > 예산편성현황(총수입)”. 《열린재정》. 2023년 1월 5일에 확인함.
3. 1 2  기획재정부. “열린재정 > 재정연구분석 > 재정분석통계 > 세목 예산편성현황(총지출)”. 《열린재정》. 2023년 1월 5일에 확인함.
4. ↑  법률 제5490호
5. ↑  법률 제8863호
6. ↑  법률 제14839호